# Etschhafen von Branzoll
Der Etschhafen von Branzoll – auch Lände von Branzoll genannt – ist ein Flusshafen an der Etsch und ist der einzige heute noch erhaltene Floßhafen südlich des Alpenhauptkammes. Bereits im Jahr 1188 als florierender Floßhafen erwähnt war er vom 15. Jh. bis Mitte des 19. Jh. auch der Handelshafen von Bozen. Mit der über 100 Meter langen Helling zum Binden der Flöße und dem Zollgebäude ist er ein bedeutendes Industriedenkmal Südtirols. Der Etschhafen ist heute nicht mehr aktiv, dient aber als Erinnerung an seine Vergangenheit und soll als solcher erhalten werden.

## Lage

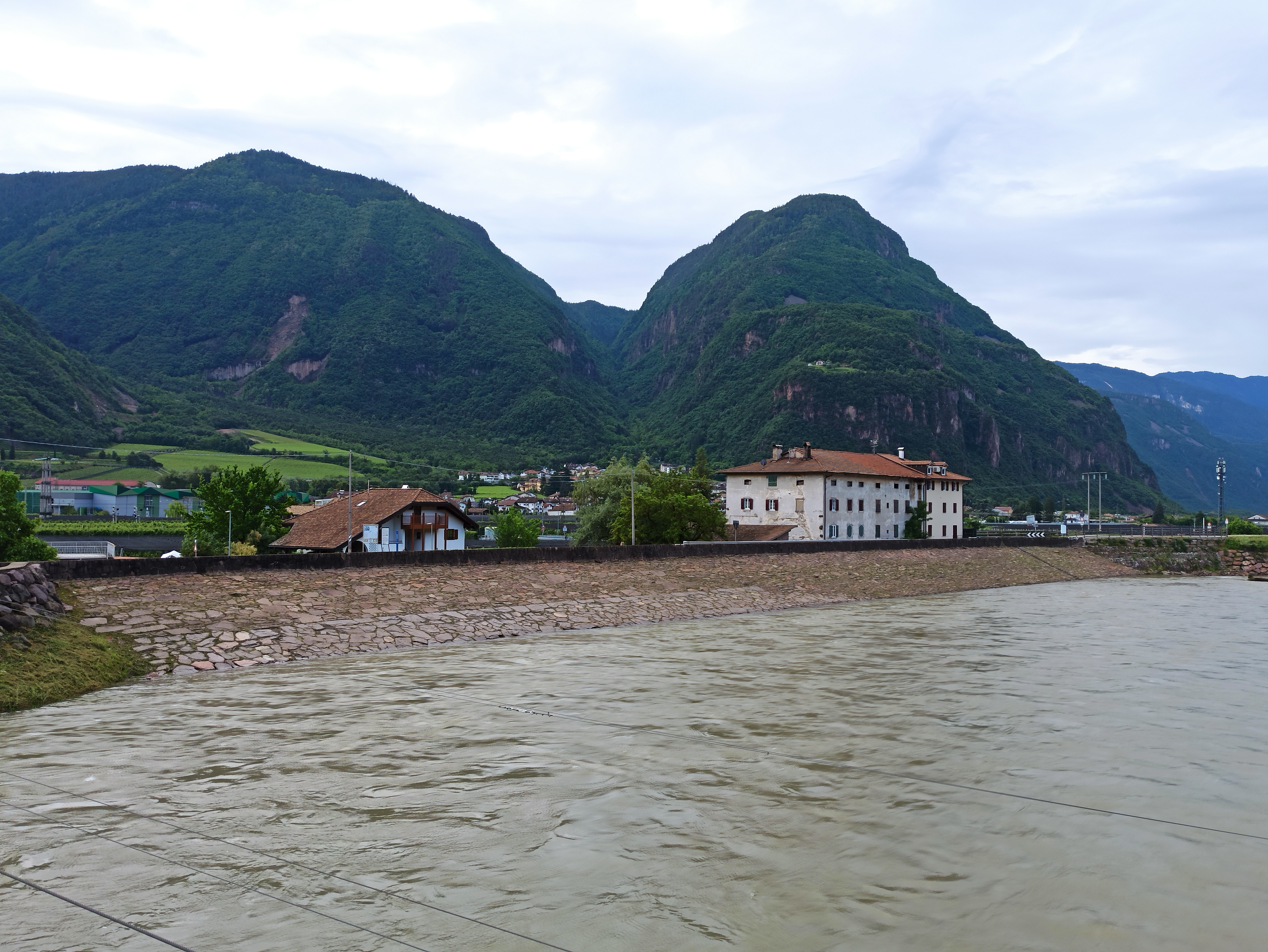
Etschhafen Branzoll: Gesamtansicht Richtung Süden

Der Etschhafen von Branzoll liegt am orographisch linken Ufer der Etsch, rund 13 Kilometer südlich von Bozen, der Landeshauptstadt Südtirols, auf dem Gemeindegebiet von Branzoll. Er war der nördlichste Punkt der Etschschifffahrt, nördlich davon war die Etsch nur mehr beschränkt schiffbar oder flößbar. Heute führt dort die vielbefahrene Radroute 1 „Brenner–Salurn“ vorbei, sowie auch die  EuroVelo-Route EV7.

## Funktion
Der Etschhafen von Branzoll hatte zwei Funktionen: er diente einerseits dem Holzhandel als Floßhafen für den Holztransport in den oberitalienischen Raum; andererseits diente er ab dem 15. Jh. bis zur Mitte des 19. Jh. als Handelshafen von Bozen dem Warentransport.
Als Handelshafen von Bozen erfolgte hier der Warenumschlag und die Verschiffung der Waren sowie das Binden der Flöße entlang der über 100 m langen Helling. Die Bozner Märkte waren ein bedeutender Treffpunkt für süddeutsche und norditalienische Kaufleute. Gehandelt wurde vor allem Wachs, Pferde, Tierhäute, Leder, Olivenöl, Getreide, Wein, Gewürze und Zitrusfrüchte. Im 16. Jahrhundert handelte die Augsburger Kaufmanns- und Bankiersfamilie Fugger auf den Bozner Märkten auch mit Kupfer. Vor allem der Tuchhandel war von großer Bedeutung: aus den Ländern nördlich der Alpen kamen ungefärbte Naturtücher und Loden, aus dem Süden feine Leinen-, Baumwoll- und Seidenstoffe sowie Färbemittel. Aus dem Norden kam auch das lebensnotwendige Salz (aus dem Abbau in Hall in Tirol). Auch wurden die Flöße und Schiffe immer wieder für den Personentransport genutzt, wie aus der Reiseliteratur dieser Zeit entnommen werden kann.
Die Führung und Verwaltung des Etschflusshafens hatte die Transportgesellschaft „Compagnia degli spedizionieri di Sacco“ inne, die aufgrund des Monopols des Warentransportes auf der Etsch agierte. Es war dessen Aufgabe, die Waren der Kaufleute von Bozen Richtung Süden und umgekehrt vom Süden Richtung Bozen zu liefern. Für den Transport der Waren wurden Kisten, Ballen oder Fässer benutzt. Zur Abwicklung der verschiedenen Aufgaben wurden spezielle Verordnungen erlassen, die genaustens eingehalten werden mussten, wie z. B.: die Floßordnung oder die Rodordnung. Auftretende Streitigkeiten wurden vor dem Merkantilmagistrat in Bozen ausgetragen, das ziemlich schnell die Fälle abwickelte.
An der Zollstation beaufsichtigte ein Lendhhüter den gesamten Ablauf der Aktivitäten, die ordnungsgemäße Verpackung der Waren, kontrollierte alle erforderlichen Dokumente und nahm das Lendgeld (die Zollgebühr) entgegen. Der Transportgesellschaft oblag es, die Colli transportsicher zu verpacken und zu verschiffen.
Der Warentransport zu Wasser wurde weitgehend dem zu Lande bevorzugt aufgrund des oft schlechten Zustands der Fahrwege, die immer wieder durch Vermurungen und Überschwemmungen unbrauchbar wurden und deren Instandhaltung sehr aufwändig war. Dies war aber nur bis zum oder ab dem Etschhafen in Branzoll möglich. Richtung Süden erfolgte der Warentransport auf Holzflößen, Richtung Norden auf von Zugtieren gezogenen Schiffen, welche auf der Rückfahrt nur die Zugtiere mitnehmen durften.
Für den Warentransport legten pro Jahr bis zu 1400 Flöße von der Lände in Branzoll ab, dazu kamen noch die Flöße für den reinen Holztransport. Dabei waren saisonal sehr große Schwankungen zu verzeichnen, je nach Wasserführung der Etsch: bei Hochwasser oder bei zu geringer Wasserführung im Winter konnte überhaupt nicht geflößt werden. Nachts durfte nicht geflößt werden.
Die Lieferung der Waren ab der Lände von Branzoll nach Bozen und umgekehrt erfolgte zu Lande nach dem System der „umgehenden Rod“, einer Verpflichtung der alten Bauernhöfe in Leifers, die Kaufmannsgüter mit eigenem Wagen und Zugvieh in einer bestimmten Reihenfolge von Bozen bis zur Lände in Branzoll und umgekehrt zu liefern, geregelt durch eine landesfürstliche Rodordnung.
Das Holz für die Flöße stammte hauptsächlich aus den holzreichen Wäldern der dem Flusshafen nächstgelegenen Bergtälern und Hochflächen. Das Holz wurde zunächst an Sammelplätze im Talboden geliefert, dort für ein Jahr zum Trocknen gelagert, bevor es dann zur Lände gebracht und zu Flößen gebunden wurde. Das Holzankaufs- und -verkaufsrecht lag ebenfalls in den Händen der Kaufleute aus Sacco, die aufgrund der Monopolstellung den Preis dafür großteils nach Belieben bestimmen konnten. Durch die allmähliche Verschiebung des Hauptaugenmerks auf den Warentransport wurde das Holz immer mehr als Transportmittel angekauft und dann am Bestimmungsort hauptsächlich der Baubranche zugeführt.
Bevor die Eisenbahn Verona-Bozen 1859 dem Warentransport zu Wasser ein Ende setzte, bevölkerten über sechs Jahrhunderte lang Flöße, Handelsschiffe, Fähren und Fischerboote die Etsch. Lediglich der Holztransport Richtung Süden wurde noch bis zum Ersten Weltkrieg per Flößerei abgewickelt.

## Geschichte
Einige wichtige historische Ereignisse und Entwicklungen wirkten sich einschneidend auf die Entwicklung des Branzoller Etschhafens und somit des Dorfes Branzoll aus:
- Die Entwicklung Bozens zum wichtigsten Warenumschlagplatz zwischen den südlich und nördlich der Alpen liegenden Länder. Besonders durch die Abhaltung der vier Bozner Jahrmärkte oder Messen, die alljährlich ab 1501 in Bozen stattfanden und jeweils zwei Wochen dauerten: der Mittfastenmarkt, der drei Wochen vor Ostern begann, der Fronleichnamsmarkt, der zwei Wochen nach Fronleichnam stattfand, der Genesius-, Ägidi- oder Bartholomäusmarkt, der eine Woche vor und nach dem 1. September abgehalten wurde, sowie der Andreasmarkt, eine Woche vor und nach dem 30. November;
- Die Eröffnung des Kuntersweges im 14. Jh., dessen Ausbau für Fuhrwerke Ende des 15. Jh.; damit kamen auch die Waren, die früher über den „Unteren Weg“, also über den Brenner und weiter durch das Pustertal und das Cadore in den Raum von Venedig geführt wurden, nach Bozen;
- die angespannten Beziehungen Tirols zu Venedig und verschiedene Kriegsläufe zwischen 1487 und 1517, aber auch die andauernden Auseinandersetzungen mit dem Fürstbistum Trient führten dazu, dass Transporteure und Flößer der Ortschaft Sacco bei Rovereto – heute Borgo Sacco, ein Stadtteil von Rovereto – zu den wichtigsten Betreibern der Flößerei und der Schifffahrt auf der Etsch avancierten;
- Die Einführung der Floß-Ordnung durch Erzherzog Ferdinand II von Tirol vom 1. Januar 1584, und Übertragung des Privilegs zur Etsch-Schifffahrt und -Flößerei an Kaufleute/Holzhändler/Flößer von Sacco, der späteren „Compagnia degli spedizionieri di Sacco“; eine von Kaiserin Maria Theresia im Jahre 1744 erlassene neue Floßordnung hat dieses Privileg erneuert und sogar auf den Warentransport auf dem Landwege ausgeweitet. Vor allem in Branzoll als inzwischen wichtigsten Hafen errichteten diese Kaufleute aus Sacco daraufhin Verwaltungs- aber auch Wohngebäude, die noch heute das Dorfbild von Branzoll prägen und von dieser historischen Epoche erzählen. Neben der ehemaligen Zollstation zeugen herrschaftliche Ansitze und prächtige Wohnbauten vom einstigen Reichtum, der hauptsächlich durch den Betrieb des Etschhafens erwirtschaftet wurde. Das Privileg wurde 1809 durch die bayrische Regierung aufgehoben;
- Die Errichtung des Merkantilmagistrats, das heißt des Messegerichts, das Bozen mit Privileg der Tiroler Landesfürstin Erzherzogin Claudia von Medici im Jahre 1635 erhielt. Damit kamen vermehrt auch die Waren, die früher über den „Oberen Weg“, also die alte Via Claudia Augusta, über den Reschen und weiter über das Überetsch nach Neumarkt und dann weiter in den Süden durch die Valsugana nach Venedig geführt wurden, nach Bozen;
- Die Durchführung von Flussregulierungsmaßnahmen an der Etsch in verschiedenen Phasen der Geschichte und deren Einfluss auf die Schiffbarkeit der Etsch und auf die sozioökonomischen Entwicklungen des Etschtales;
- Die Eröffnung der Südbahn (Teilstrecke der Brennerbahn) von Verona nach Bozen im Jahre 1859; dies leitete das jähe Ende des Warentransports auf der Etsch ein.

Aufgrund dieser Ereignisse beschreibt die Geschichte der Flößerei auf der Etsch im Gegensatz zu Flößereien auf anderen Flüssen des Alpenraumes eine geschichtliche Entwicklung weg vom reinen Holztransport hin zum immer wichtiger werdenden Transport von Waren, und das in beide Richtungen: nach Süden über Flöße, nach Norden mit von Zugtieren gezogenen Schiffen, welche aber bei der Rückfahrt keine Waren mitführen durften. Dies war nur den Flößen vorbehalten, aufgrund des ihnen zugestandenen Privilegs. Diese Entwicklung spiegelt sich auch in der Infrastruktur und der Funktion des Branzoller Etschhafens wider.

## Infrastruktur

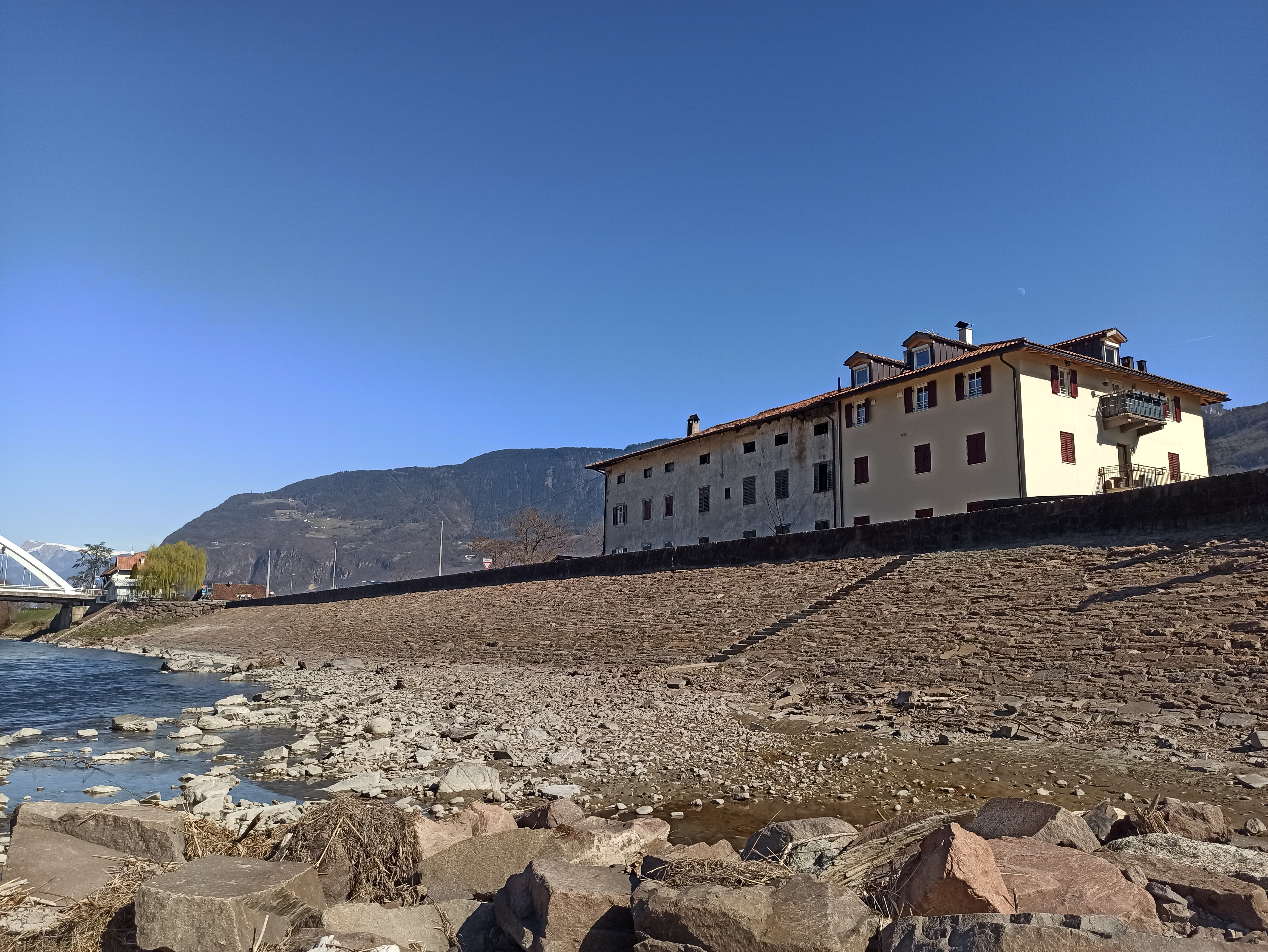
Etschhafen Branzoll: Lände mit Zollhaus und Stiegenabgang

Größere Anlagen zum Beladen oder Löschen der Schiffe und Flosse gab es nicht. Als Infrastruktur, die heute noch weitgehend erhalten ist, ist das dreigeschossige, langgestreckte Zollgebäude zu erwähnen, die so genannte „Dogana“, in den Jahren von 1790 bis 1795 erbaut. Es wurde als Warenlager und Verwaltungssitz der Transportgesellschaft „Compagnia degli spedizionieri di Sacco“ genutzt. Auch ein Gasthof war darin untergebracht. Nach dem Ende des Warentransports auf der Etsch ab Branzoll in den 1850ern (die Etschflößerei als reiner Holztransport wurde noch bis Anfang des 20. Jh. weitergeführt) wurde der Verwendungszweck geändert und fortan wurde das Haus zu Wohnzwecken adaptiert; gemeinsam mit dem nach den Plänen von Josef Duile von 1800 bis 1805 verbauten 150 m langen Anlegeplatz (Schiffslände, Helling), wobei die letzten Anpassungen im Jahre 1897 erfolgten, dem Abflusskanal, der Wassermauer und dem Stiegenabgang zum Fluss bildet dieses Zollgebäude ein Ensemble von überregionaler Bedeutung für die Geschichte des Warentransportes und der Floßschifffahrt, und wurde mit Beschluss der Südtiroler Landesregierung 2024 denkmalgeschützt.

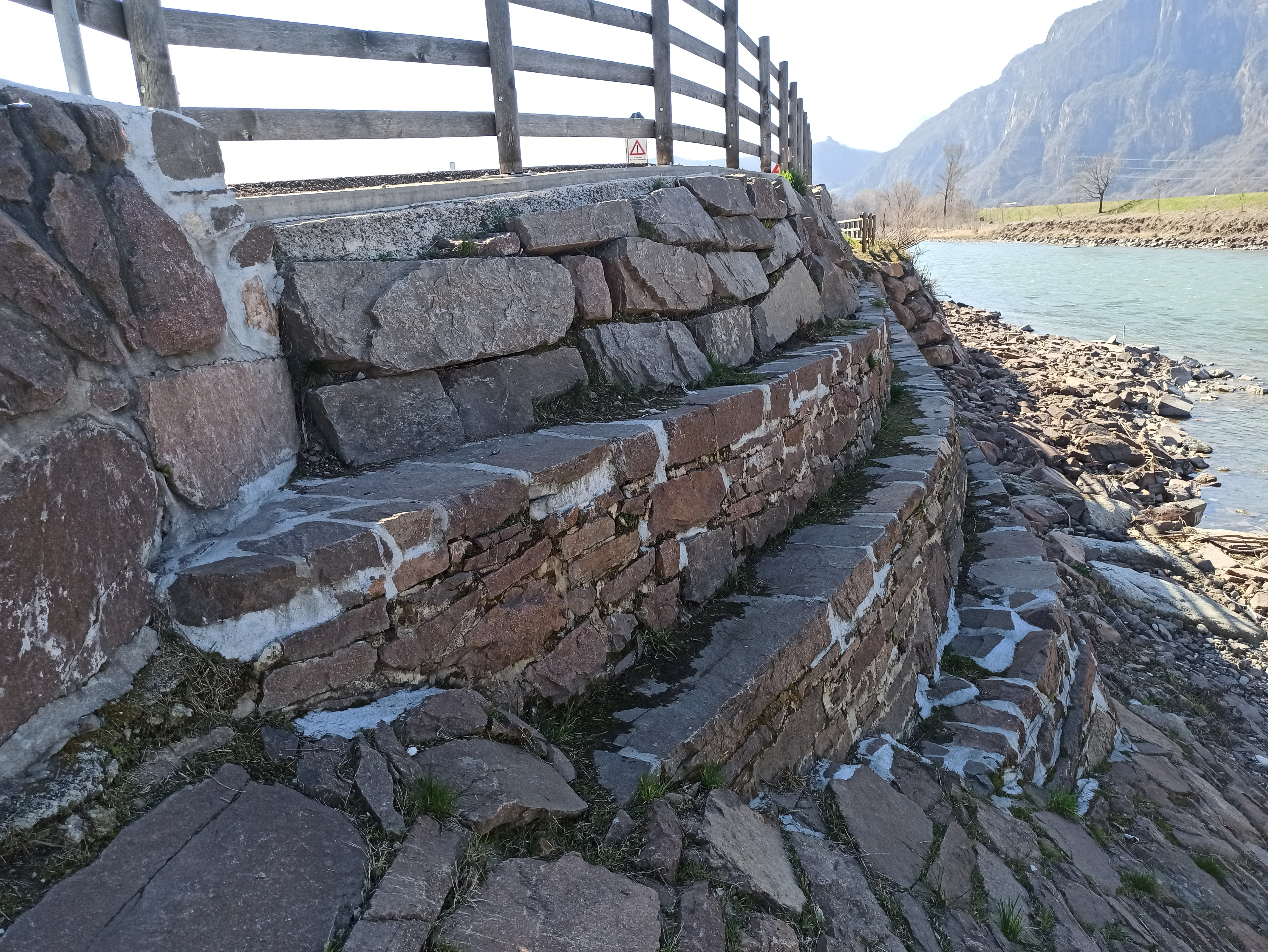
Etschhafen Branzoll Detail: Südlicher Ufermauerbogen

Die Infrastruktur des Branzoller Etschhafens musste immer wieder den neuen Erfordernissen angepasst werden, wie aus Zeichnungen aus verschiedenen Epochen ersichtlich ist. Durch die fortschreitende Flussregulierung und -begradigung sowie dem Bau der Uferbefestigungen wurde das Flussbett der Etsch immer mehr eingeengt. Damit stieg die Fließgeschwindigkeit, was wiederum zu größeren Geschiebeablagerungen und einer fortschreitenden Anhebung des Flussbettes führte. Somit erhöhte sich auch der Pegel und bei Unwettern kam es immer öfters zu Überschwemmungen. Handelte es sich ursprünglich um eine ziemlich flache Helling musste diese später immer höher und steiler werden. Erkennbar ist dies unter anderem auch an den unterschiedlichen Höhenstufen im Ufermauerbogen am südlichen Ende der Helling.

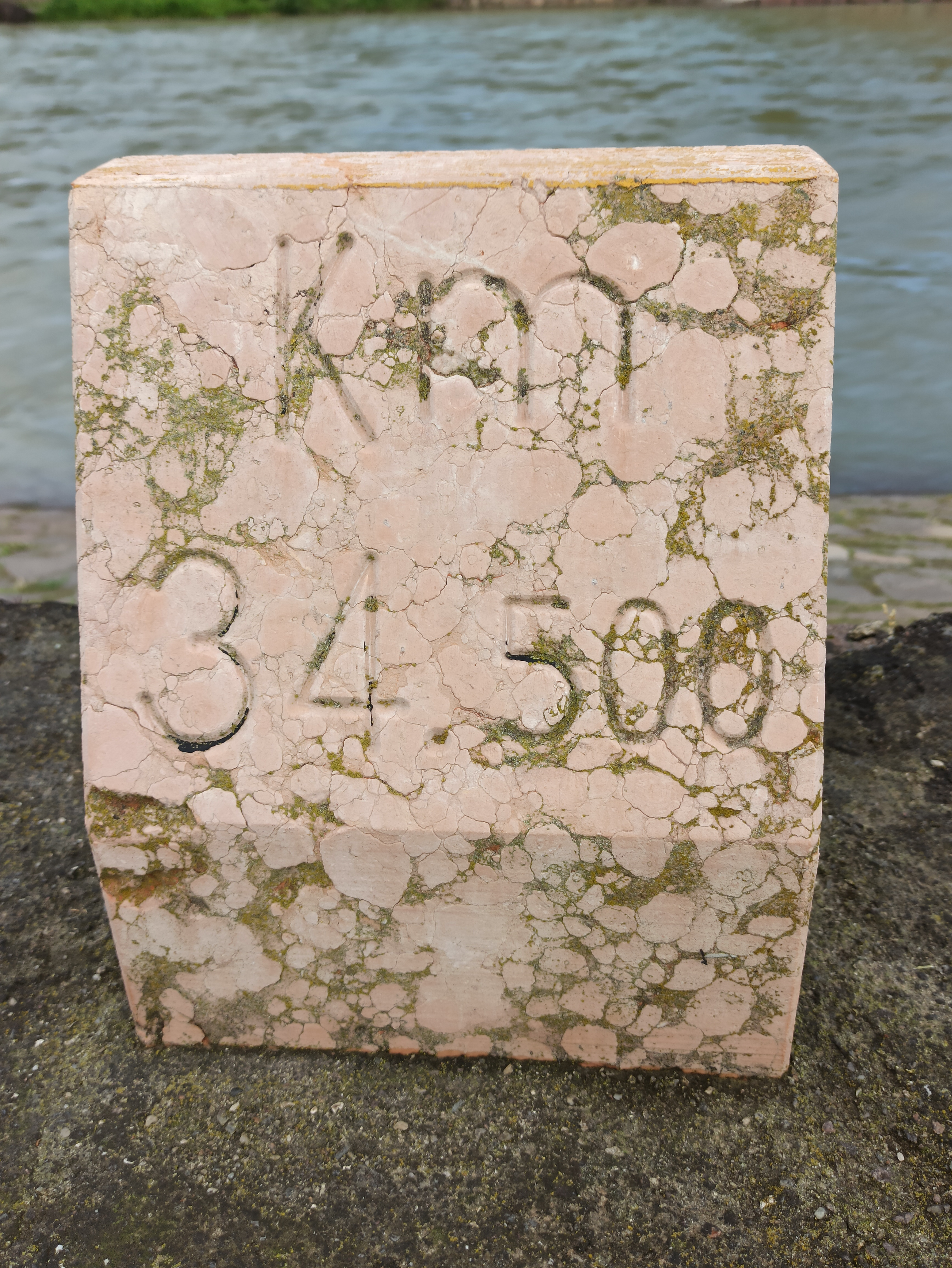
Etschhafen Branzoll: Detail Kilometerstein

Ein in der Ufermauer eingelassener Kilometerstein erinnert an die durch das Reichsgesetz vom 23. April 1879 eingeleitete und 1894 abgeschlossene systematische Etschregulierung zwischen der Passermündung in Meran bis nach Sacco. Dieser Abschnitt der Etsch wird im Gesetz als ein einheitliches und zusammenhängendes Ganzes bezeichnet. Die angegebenen 34,5 km verweisen auf die Distanz der Branzoller Lände zur Passermündung in Meran (ab der Etschquelle am Reschenpass sind es 106,3 km).